# Ceratoculicoides longipennis
Ceratoculicoides longipennis är en tvåvingeart som först beskrevs av Wirth 1952.  Ceratoculicoides longipennis ingår i släktet Ceratoculicoides och familjen svidknott. Inga underarter finns listade i Catalogue of Life.